# Soundtrack for a Suicide
Soundtrack for a Suicide es el tercer demo realizado por la banda francesa de black metal Nocturnal Depression, liberado el 4 de febrero de 2005. La grabación estuvo bajo la edición del sello discográfico Whispering Night Productions.

## Canciones
1. «Voices From Inside» - 21:25
2. «The Rope Cercling My Neck» - 08:21
3. «Springtime Depression» (Forgotten Tomb cover) - 04:48
4. «Manchmal Wenn Sie Schläft» (Nargaroth cover) - 18:18
5. «Astre de Nuit» - 04:20